# Röth (Haag)
Röth ist eine Wüstung auf dem Gemeindegebiet von Haag im oberfränkischen Landkreis Bayreuth in Bayern.

## Geografie
Die Einöde befand sich auf einer Höhe von 488 m ü. NHN unmittelbar nördlich von Bocksrück an einer Kalkgrube.

## Geschichte
Röth gehörte zur Realgemeinde Bocksrück. Gegen Ende des 18. Jahrhunderts bestand Röth aus einem Anwesen. Die Hochgerichtsbarkeit stand dem bayreuthischen Stadtvogteiamt Creußen zu. Das bayreuthische Amt Unternschreez war Grundherr des Tropfhauses.
Von 1797 bis 1810 unterstand der Ort dem Justiz- und Kammeramt Bayreuth. Mit dem Gemeindeedikt wurde Röth dem 1812 gebildeten Steuerdistrikt Haag und der zugleich gebildeten Ruralgemeinde Unternschreez zugewiesen. Am 1. April 1939 wurde diese in die neugebildete Gemeinde Schreez eingegliedert. 1952 galt Röth als abgebrochen, wurde jedoch noch auf einer topographischen Karte von 1986 verzeichnet.

### Einwohnerentwicklung
| Jahr      | 001802 | 001822 | 001861 | 001871 | 001885 | 001900 | 001925 | 001950 |
| Einwohner | 8      | 5      | 9      | 6      | 4      | 4      | 7      | †      |
| Häuser    | 1      | 1      |        |        | 1      | 1      | 1      | †      |
| Quelle    | [ 7 ]  | [ 3 ]  | [ 8 ]  | [ 9 ]  | [ 10 ] | [ 11 ] | [ 12 ] | [ 4 ]  |

## Religion
Röth war evangelisch-lutherisch geprägt und nach St. Katharina (Haag) gepfarrt.